# Claudio Barragán Escobar
Claudio Barragán (Manises, 10 d'abril de 1964) és un entrenador i exfutbolista valencià.

## Biografia
Típic davanter centre, rematava amb les dues cames encara que era destre i tenia un molt bona rematada de cap. per contra, les lesions de genoll van malmetre la seua carrera.

### Inicis
Va començar la seua carrera en les categories inferiors del Llevant, amb 18 anys va ser cedit al Ceuta on va passar una temporada. Va tornar al Llevant per jugar una sola temporada.

### Elx CF (primera etapa)
D'aquí va ser traspassat a l'Elx, temporada 1984-85, que acabava d'ascendir al vèncer 4-0 al Bilbao Ath. Va arribar a l'Elx amb la temporada ja començada, recomanat per Evaristo Carrió.
L'equip tot i comptar amb una davantera (Carlos i Claudio) que faria carrera a primera divisió, deambulava amb més pena que glòria fins a consumar un descens que a ningú va sorprendre.
Les dues temporades següents, el club intentà assolir la primera divisió, però els continus vaivens del club amb canvis d'entrenador, repesca de velles glòries (Trobbiani i Gilberto), canvis de president, etc., impedeixen un ascens que, malgrat tot, es va fregar. Claudio va marcar 7 i 6 gols, respectivament, en aquestes dues campanyes.
La temporada 1987-88 va ser la del penúltim ascens de l'Elx a primera divisió, gran part de culpa la va tenir la davantera inoblidable formada per Claudio (11 gols) i Sixto (21 gols, pitxitxi de 2a), secundats per una altra de les llegendes franjiverdes Milivoj Bracun. La temporada va posar fi a l'ascens a l'estadi 'Los Cármenes' de Granada.
De nou Claudio assisteix al pas efímer de l'Elx per Primera en la seua penúltima aventura, fins l'últim ascens a la màxima categoria de l'any 2013. Els reforços per afrontar la competició (el brasiler Tato va ser el màxim exponent de la ineptitud esportiva) no arriben al nivell mínim exigit. L'Elx va baixar amb 6 jornades d'antelació.
No obstant això, en aquest equip que havia batut rècords negatius destacà un jugador de 24 anys anomenat Claudio, el Mallorca mostrà interès pel valencià i és traspassat per 30 milions al club vermelló.

### RCE Mallorca
Al Mallorca roman durant dues temporades, vivint el primer gran èxit del club balear, la final de la Copa del Rei de 1991 contra l'Atlètic de Madrid. A la final va ser suplent i van perdre el partit a la pròrroga amb gol d'Alfredo Santaelena.

### Deportivo de la Coruña
Del Mallorca va passar el Deportivo de la Corunya, club que, en aquell temps recent ascendit a primera. El Dépor va viure la metamorfosi d'un club que va passar de ser un humil a ser admirat a tot el món.
El 1992, Cesar Augusto Lendoiro fitxava a dos brasilers: Bebeto i Mauro Silva, que van canviar la història del club al costat dels Aldana, Nando, Rekarte, Liaño, i altres. Claudio va passar a formar part d'una societat letal juntament amb Bebeto.
L'any 1994, el Dépor queda subcampió de Lliga després del famós penal errat per Djukic. La temporada següent Claudio es va proclamar cmapeón de la Copa del Rei amb el club corunyés, a l'imposar-se al València en una final que es va haver de suspendre per la immensa tromba d'aigua que va caure sobre Madrid. A més va ser subcampió de Lliga i va jugar competicions europees.
Gràcies a les seves actuacions Claudio es va guanyar debutar amb la selecció espanyola dirigida per Javier Clemente, el 1992, amb la qual va disputar 6 partits.
Després de l'arribada de Toshack al club deportivista va deixar de tenir protagonisme gradualment fins que va marxar a la UD Salamanca, club recent ascendit.

### UD Salamanca
A Salamanca va coincidir amb Juan Manuel Lillo, i van acabar baixant de categoria tot i els 11 gols que va marcar Claudio.
La següent temporada, de nou a Segona, va començar de mala manera per Claudio, en un partit contra el Llevant va rebre un cop al nas que li va fracturar l'envà nasal, va estar unes setmanes apartat dels terrenys de joc. Quan va tornar a l'equip ja no tenia un paper principal i va decidir acceptar l'oferta per tornar a l'Elx.

### Elx (segona etapa)
En el mercat de desembre, Claudio va tornar a casa seua. A l'Elx CF, el club estava passant els pitjors anys de la seua història. En el seu primer partit, contra el Gandia, Claudio va marcar el seu primer gol de penal. Aquesta temporada el president, Diego Quiles, va tirar la casa per la finestra per contractar dos jugadors que van privar al club de l'ascens l'any anterior: Jaume (un mitjà organitzador) i Eloy (davanter). La temporada passa entre continus canvis d'entrenador: Fabri, Marcial i, finalment, Ciriaco Cano. Malgrat tot la temporada acabaria amb l'ascens a Barakaldo, després de deixar en el camí a Dépor B i Còrdova.
Claudio encara estaria 3 anys més al peu del canó, l'estada a Segona només va durar un any. Va ser una temporada grisa per al Litri i per a tot l'equip que es va consumar a l'Estadi de la Victòria de Jaén.
La temporada 98-99 va ser la del ressorgiment de Claudio, de nou a Segona B, amb 34 anys, va treure el seu punt d'honor i la seua classe, va formar una eficaç davantera juntament amb Armentano i Huegún, i va esdevenir mentor d'un joveníssim Nino que va debutar aquesta temporada. Claudio va finalitzar la temporada amb 12 gols, màxim golejador de l'equip i va signar el gol del seu tercer ascens amb l'Elx (1 a Primera i 2 a Segona) a l'Estadi Alvárez Claro de Melilla.
La següent temporada va ser la del seu adéu, deixant el club a Segona Divisió.

### Alone de Guardamar
Els seus dies com a jugador encara van tenir un petit epíleg al modest Alone de Guardamar de la Regional Preferent valenciana del 2002 al 2004.

## Internacional
El 1992 va debutar amb la selecció espanyola, on va jugar sis partits, i no hi va aconseguir cap gol.

## Entrenador
Després de la seua retirada va passar a formar part del cos tècnic de l'Elx CF, com a segon entrenador de Carlos García Cantarero, Julián Rubio, Josu Uribe, Luis García i David Vidal. A la temporada 2008-09 Claudio passà a esser el primer entrenador de l'Elx CF. El 04 d'octubre de 2009 fou destituït a conseqüència de la mal arrencada de la Lliga i després de perdre contra l'etern rival, l'Hèrcules (3-0), a la sisena jornada de la temporada següent (2009-2010).